# Oua
Oua je rijeka u Gabonu, desna pritoka rijeke Ivindo.